# Leeds City Museum

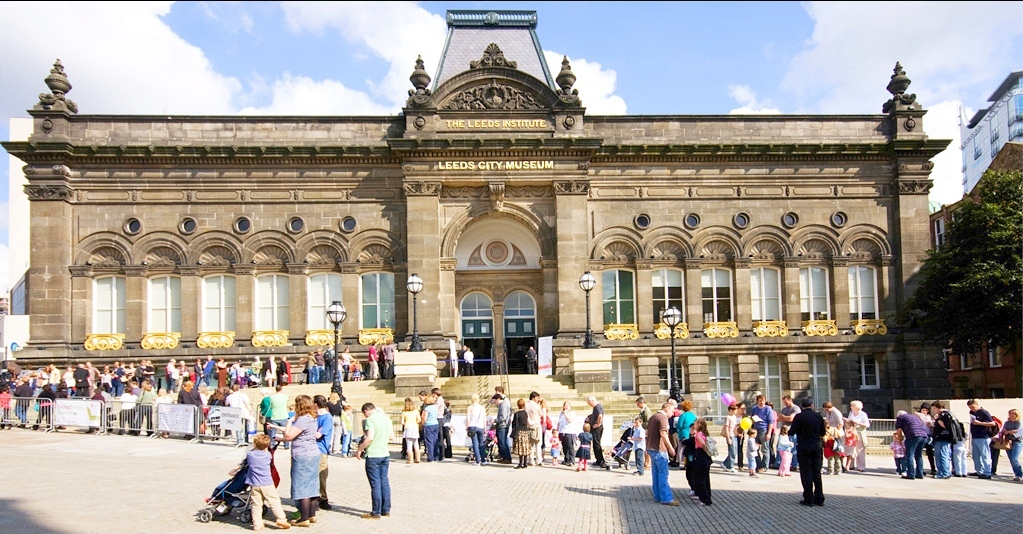

Het Leeds City Museum is een museum in het Engelse Leeds. Het museum bevindt zich sinds 2008 in het Mechanics' Institute naar plannen van Cuthbert Brodrick, aan Millennium Square. De voorloper van het museum werd geopend in 1821. In het museum worden opgezette dieren, vondsten uit de Klassieke Oudheid, Aziatische cultuurvoorwerpen tentoongesteld en wordt de geschiedenis van Leeds uit de doeken gedaan.